# 门迪斯-皮门特尔
门迪斯－皮门特尔是巴西米纳斯吉拉斯州的一个市镇。总面积303.412平方公里，总人口6431人，人口密度21.2人/平方公里。